# Acropimpla hapaliae
Acropimpla hapaliae är en stekelart som först beskrevs av Rao 1953.  Acropimpla hapaliae ingår i släktet Acropimpla och familjen brokparasitsteklar. Inga underarter finns listade i Catalogue of Life.